# صاریغ پهلوزرد
صاریغ پهلوزرد (نام علمی: Monodelphis dimidiata) نام یک گونه از سرده تک‌زهدان‌ها است.